# Marco Hietala
Marko „Marco” Tapani Hietala (Finnország, Kuopio, 1966. január 14. –) a finn Tarot nevű heavy metal zenekar énekese, basszusgitárosa és dalszerzője, valamint a szintén finn szimfonikus metal együttes, a Nightwish basszusgitárosa, aki leginkább feltűnő arcszőrzetéről ismert. 

## Pályafutása
A Nightwishhez 2002-ben csatlakozott a Century Child album felvétele előtt, elfoglalva a frissen távozott basszusgitáros, Sami Vänskä helyét. Marco ezen kívül játszott még az Impaled Nazarene 1994-es Suomi Finland Perkele című albumán. Vendégzenészként működött közre a Delainben, ami a gothic és szimfonikus metal-közösség projektje volt. Ő volt a basszusgitáros, és több dalhoz kölcsönözte a hangját.
Részt vett az Altaria Invitation című albumának felvételein is, ahol az aláfestő vokál fűződik a nevéhez. Hietala egy időben a Sinergy együttes tagja is volt.
Egészen az ő érkezéséig a Nightwish dalai kizárólag az énekesnő, Tarja Turunen számára íródtak, ekkor viszont Tuomas Holopainen, a dalszerző  már ki tudta használni Marco erőteljes, reszelős hangját a duettekhez, amik egészen új karaktert adtak a Nightwish hangzásának.
Minthogy a Nightwish koncertjei alatt Tarja ragaszkodott egy rövidebb szünethez, hogy pihentethesse a hangját, az együttes ez idő alatt mindig egy instrumentális számot játszott, de Marco Hietala érkezésével ez is megváltozott, hiszen így, amíg Tarja pihent, a zenekar már különböző ismert dalok (például Ozzy Osbourne „Crazy Train”, a W.A.S.P. „Wild Child”, a Dio „Don't Talk To Strangers”, a Megadeth „Symphony of Destruction” és legújabban a Pink Floyd „High Hopes”) feldolgozásával is kedveskedhetett rajongóinak Marco előadásában az énekes részeknél. Ezek közül néhányat kiadtak az egyes Nightwish-albumok apropóján, és ez jól is jövedelmezett. Hietala ezen felbátorodva jócskán kivette a részét a 2007 szeptemberében megjelenő új Nightwish-album, a Dark Passion Play felvételein is az énekes részeknél: az albumon vannak olyan számok, amelyeket kizárólag ő énekel. Ugyanígy egyes dalokat egy az egyben ő is írt.
A Delain keretein belül ő játssza a basszus-szólamokat a Lucidity c. albumon, ahol a férfi szólót is énekli.
2020-ban megnyerte a finneknél is nagy sikerrel futó Álarcos énekes nevezetű műsort. 2021. január 12-én bejelentette, hogy a zeneipar kapzsisága és krónikus depressziója miatt elhagyja a Nightwish-t.

## Felszerelései
- Warwick Infinity 2000 LTD] Basszusgitár
- Warwick Vampyre
- Kramer Forum basszusgitár
- Warwick Pro-Tube IX] Erősítő
- Warwick 410Pro 4x10] Hangszóró
- Erősítő-szimulátor

## Diszkográfia
- Tarot: The Spell of Iron (1986)
- Tarot: Follow Me into Madness (1988)
- Tarot: To Live Forever (1993)
- Impaled Nazarene: Suomi Finland Perkele (1994)
- Tarot: Stigmata (1995)
- Tarot: For the Glory of Nothing (1998)
- Conquest: Worlds Apart (1999)
- Sinergy: To Hell And Back (2000)
- Gandalf: Rock Hell (2001)
- To/Die/For: Epilogue (2001)
- Virtuocity: Secret Visions (2001)
- Sinergy: Suicide By My Side (2002)
- Nightwish: Century Child (2002)
- Tarot: Shining Black (2003)
- Charon: The Dying Daylights (2003)
- Aina: Days of Rising Doom (2003)
- Tarot: Suffer Our Pleasures (2003)
- Altaria: Invitation (2003)
- Nightwish: Once (2004)
- Raskasta Joulua: Raskasta Joulua (2004)
- After Forever: Being Everyone (2005)
- Turmion Kätilöt: Niuva 20 (2005)
- Turmion Kätilöt: Pirun Nyrkki (2006)
- Verjnuarmu: Muanpiällinen helevetti (2006)
- Eternal Tears of Sorrow: Before the Bleeding Sun (2006)
- Amorphis: Eclipse (2006)
- Delain: Lucidity (2006)
- Tarot: Crows Fly Black (2006)
- Raskasta Joulua: Raskaampaa Joulua (2006)
- Nightwish: Dark Passion Play (2007)
- Northern Kings: Reborn (2007)
- Northern Kings: Rethroned (2008)
- Nightwish: Imaginaerum (2011)
- Nightwish: Endless Forms Most Beautiful (2014)
- Marco Hietala: Mustan sydämen rovio (2019)
- Marco Hietala: Pyre of the Black Heart (2020)
- Nightwish: Human. :||: Nature. (2020)